# Mauro Moraes
Mauro Rafael Moraes e Silva (Tomazina, 2 de março de 1950) é um Político brasileiro, atualmente deputado estadual.

## Vida Pública
Em 1982 venceu sua primeira candidatura a vereador de Curitiba, tendo outras quatro reeleições à Câmara Municipal. Em 2000, Moraes foi o vereador mais votado da cidade, alcançando 22 mil votos. Ao todo, Mauro Moraes foi vereador por 20 anos.
Na eleição de 2002, foi eleito deputado estadual. Reeleito em 2006, 2010 e 2014.